# Chinesische Unihockeynationalmannschaft
Die chinesische Unihockeynationalmannschaft repräsentiert China bei Länderspielen und internationalen Turnieren in der Sportart Unihockey.
2016 wurde der nationale Unihockeyverband, die China Floorball Federation gegründet und provisorisch in die International Floorball Federation aufgenommen. China hat sich erstmals für die im Jahr 2018 stattfindende Weltmeisterschaft angemeldet.

## Platzierungen

### Weltmeisterschaften
| Jahr | Austragungsort(e)  | Platz              |
| ---- | ------------------ | ------------------ |
| 2008 | Ostrava, Prag      | nicht teilgenommen |
| 2010 | Helsinki, Vantaa   | nicht teilgenommen |
| 2012 | Zürich, Bern       | nicht teilgenommen |
| 2014 | Göteborg           | nicht teilgenommen |
| 2016 | Riga               | nicht teilgenommen |
| 2018 | Prag               | nicht qualifiziert |
| 2021 | Helsinki           | nicht teilgenommen |
| 2022 | Zürich, Winterthur | nicht teilgenommen |

### AOFC Cup
| Jahr | Austragungsort(e) | Platz              |
| ---- | ----------------- | ------------------ |
| 2017 | Bangkok           | 6. Platz           |
| 2019 | Biñan             | nicht teilgenommen |